# Giuseppe Sculli
Giuseppe Sculli (né le 23 mars 1981 à Locri dans la province de Reggio de Calabre, en Calabre) est un footballeur italien, qui évoluait au poste d'attaquant.
Formé à la Juventus, il évolue actuellement avec le Genoa CFC, où il est prêté par la Lazio.

## Biographie
Giuseppe Sculli est l'un des purs produits de formation de la Juventus FC. Comme beaucoup des jeunes joueurs de l'époque ne trouvant pas de place en équipe première, il est longuement prêté. Il l'est d'abord au FC Crotone lors de la saison 2000-01 en Serie B (D2). Il joue 24 matchs et marque 3 buts lors de sa première saison professionnelle. L'équipe, promue, termine à une excellente 9e place. Il reste au FC Crotone une saison supplémentaire, joue 27 matchs pour 5 buts, mais l'équipe, dernière, est reléguée en Serie C1 (D3).
Il passe alors, toujours en prêt, cette fois en Serie A au Modène FC. Pour sa première saison dans l'élite, Sculli marque les esprits en inscrivant 8 buts en 31 matchs. L'équipe termine 12e. Il reste en Serie A la saison suivante, 2003-04, au Chievo Vérone. Sculli joue moins (18 matchs, 2 buts), mais l'équipe termine à une excellente 9e place. Il est sélectionné et remporte le Championnat d'Europe de football espoirs.
Il est prêté lors de la saison 2004-05 au Brescia Calcio, en Serie A. Sculli joue 28 matchs mais ne marque pas et l'équipe, 19e, est reléguée en Serie B (D2). Énième prêt la saison suivante, à l'ACR Messine, où Sculli joue 34 matchs pour 2 buts. L'équipe termine 17e après le scandale des matchs truqués.
En 2006, il est acheté par le Genoa CFC, appelé par son ancien entraîneur chez les jeunes de la Juventus FC Gian Piero Gasperini. L'équipe évolue en Serie B. Il ne jouera lors de sa première saison que 11 matchs pour 4 buts, avant d'être suspendu 8 mois pour avoir truqué un match, avec des coéquipiers et les instances dirigeantes, lors de la saison 2000-01. Malgré cette suspension, il n'en revient que plus fort lors de la saison 2007-08, alors que le Genoa CFC retrouve l'élite. Il joue 34 matchs pour 4 buts et l'équipe termine 10e. La saison suivante 2008-09 est encore meilleure pour Giuseppe Sculli en totalisant 8 buts en 35 matchs et le club (5e) frôle la qualification à la Ligue des champions.
Il fait ses débuts sur la scène européenne lors de la saison 2009-10 (8 matchs, 2 buts en Ligue Europa), n'évitant pas l'élimination en phase de groupe. En championnat, il totalise 37 matchs pour 6 buts.

## Carrière
- 1996-2006 :  Juventus
  - 2000-2002 :  FC Crotone (prêt)
  - 2002-2003 :  Modène FC (prêt)
  - 2003-2004 :  Chievo Vérone (prêt)
  - 2004-2005 :  Brescia Calcio (prêt)
  - 2005-2006 :  ACR Messine (prêt)
- 2006-jan. 2011 :  Genoa CFC
- jan. 2011-jan. 2012 :  Lazio Rome
- jan. 2012-2012 :  Genoa CFC
- depuis 2012 :  Lazio Rome
  - jan. 2013-2013 :  Pescara (prêt)
  - depuis jan. 2014 :  Genoa CFC (prêt)[1]

## Palmarès

### avec l'Italie
- 2004 :
  - Champion d'Europe espoirs
  - Médaille de Bronze aux Jeux olympiques